# Медуза (видавництво)
Медуза — незалежний некомерційний видавничий проєкт, заснований 2013 року. Працює на засадах самоорганізації перекладацького та дослідницького середовища і має на меті популяризацію інтелектуальної, зокрема, перекладної літератури.
Ідея заснувати видавництво виникла в Катерини Міщенко, коли вона вперше спробувала видати свій переклад, але не змогла порозумітися з видавцем. Видавництво задумувалося як проєкт спільноти журналів «Простори», «Політична критика» та «Спільне», де кожен міг би видати повноцінний текст.
Команда видавництва складається з трьох людей — Катерини Міщенко, Анастасії Рябчук і Станіслава Мендзелевського, які координують проєкти почергово.
Щоб забезпечити якість видань, пристойні гонорари та доступну ціну, видавництво спирається на гранти Інституту гуманітарних наук у Відні, House of Europe та Goethe-Institut. Дві книжки «Медуза» видала повністю власним коштом — «Крихка імперія» Бена Джуди та «Про тиранію» Тімоті Снайдера.
Три роки поспіль (2017—2019) книжки «Медузи» потрапляли до короткого списку конкурсу «Найкращий книжковий дизайн», заснованого Міжнародним фестивалем «Книжковий Арсенал».
«Медуза» є партнером «Політичної критики» та Центру візуальної культури.

## Видання
- Крістоф Зімон. Багато гарного за малу ціну. Калейдоскоп житейський мудрощів від А до Я і казок із літературного процесу з коміксами, купою запитань і дитячих листів до Диявола / пер. з нім. Нелі Ваховської. – К.: Медуза, 2013. – 240 с.
- Борис Буден. Зона переходу. Про кінець посткомунізму / пер. з нім. Нелі Ваховської – К.: Медуза, 2013. – 224 с.
- Едвард Саїд. Гуманізм і демократична критика / пер. з англ. Артема Чапая. – К.: Медуза, 2014. – 144 с.
- П'єр Бурдьє, Лоїк Вакан. Рефлексивна соціологія / пер. з англ. Анастасії Рябчук. – К.: Медуза, 2015. – 224 с.
- Образ, тіло, порядок. Гендерні дослідження в міждисциплінарному спектрі. Антологія / Пер. з англ. та нім.; за ред. К. Міщенко, С. Штретлінг. – К.: Медуза, 2014. – 232 с.
- Київська книжка / The Book of Kyiv. Проєкт Київської Бієнале 2015 «Київська школа» / Пер. з укр. та англ.; за ред. К. Міщенко. – К.: Медуза, 2015. – 376 с.
- Бен Джуда. Крихка імперія. Як Росія полюбила і розлюбила Владіміра Путіна; пер. з англ. П. Білака, С. Мензелевського. – К. : Медуза, 2015. – 412 с.
- Джудіт Батлер. Фрейми війни. Чиї життя оплакують? / Пер. з англ. Юстини Кравчук. – К.: Медуза, 2016.
- Тімоті Снайдер. Чорна земля. Голокост як історія і застереження / Пер. з англ. Павла Білака, Олесі Камишникової, Тетяни Родіонової; за ред. Володимира Склокіна. – К.: Медуза, 2017.
- Тімоті Снайдер. Про тиранію. Двадцять уроків двадцятого століття / Пер. з англ. Олесі Камишникової. – К.: Медуза, 2018.
- Рухливий простір. Міждисциплінарна антологія / за ред. К. Міщенко та. С. Штретлінг. Київ: Медуза, 2018.
- Девід Гарві. Бунтівні міста. Від права на місто до міської революції / Пер. з англ. В'ячеслава Циби; за ред. Альони Ляшевої. – К.: Медуза, 2021.